# پربن فیلیپسن
پربن فیلیپسن (انگلیسی: Preben Philipsen; ۱۸ ژانویهٔ ۱۹۱۰ – ۲۱ سپتامبر ۲۰۰۵) تهیه‌کننده فیلم و کارآفرین اهل دانمارک بود، که در سال ۱۹۴۵ شرکت کنستانتین فیلم را تأسیس کرد.
از فیلم‌هایی که وی در آن‌ها نقش داشته‌است، می‌توان به همه اینها به‌علاوه ایسلند اشاره نمود.